# إميل ستويف
إميل ستويف هو لاعب كرة قدم بلغاري في مركز الوسط، ولد في 17 يناير 1996 في صوفيا في بلغاريا. شارك مع منتخب بلغاريا تحت 17 سنة لكرة القدم ومنتخب بلغاريا تحت 19 سنة لكرة القدم. أما مع النوادي، فقد لعب مع سلافيا صوفيا.

## وصلات خارجية
- إميل ستويف على موقع قاعدة بيانات كرة القدم.إي يو (الإنجليزية)
- إميل ستويف على موقع Soccerway.com (الإنجليزية)